# Mistral du Coussoul
Mistral du Coussoul (né le 31 mars 2000), est un étalon reproducteur bai de race lusitanienne, concourant en dressage. Il est monté par Alizée Froment, à la fois en compétition avec une bride complète et en spectacle avec une cordelette autour de l'encolure. Il a été  mis à la retraite fin 2018.

## Histoire
Il naît le 31 mars 2000 chez l'éleveuse Catherine Vaisse, au haras du Coussoul, à Mouriès dans les Bouches-du-Rhône, en France,. Jusqu'en 2007, il est débourré puis dressé par Claire Moucadet, avec qui il termine à la quatrième place de la finale de dressage des chevaux de 5 et 6 ans à Saumur. Il est confié à Alizée Froment en 2008, qui le dresse à la fois pour les compétitions de dressage sportif et pour le spectacle équestre. Le couple termine à la 4e place du championnat d'Europe des jeunes cavaliers cette même année, et décroche la médaille de bronze du championnat de France jeunes cavaliers.
Alizée Froment estime que Mistral du Coussoul est « capable de dérouler un Grand Prix en cordelette ».
En juin 2013, il se place 5 e du CDI de Compiègne. Sa faiblesse réside essentiellement dans le piaffer. Alizée Froment suit un stage avec l'entraîneur de l’équipe de France de dressage, Jan Bemelmans, en janvier 2014, dans le but de corriger ce défaut.
Au début du mois de décembre 2018, Mistral du Coussoul est officiellement mis à la retraite au terme d'un ultime spectacle à Stockholm,. Il est envoyé aux écuries Malá Skála en République tchèque, pour être consacré à la reproduction.

## Description
Mistral du Coussoul est un étalon de robe bai foncé, de race Lusitanien. Il toise 1,63 m.

## Origines
| Origines de Mistral du Coussoul               | Origines de Mistral du Coussoul        | Origines de Mistral du Coussoul   | Origines de Mistral du Coussoul |
| --------------------------------------------- | -------------------------------------- | --------------------------------- | ------------------------------- |
| Père Scapin RBO 1984 - Lusitanien Bai, 1,58 m | Emir MTV 1963 - Lusitanien             | Que Ba MTV 1951 Lusitanien        | Gilbardeiro MTV                 |
| Père Scapin RBO 1984 - Lusitanien Bai, 1,58 m | Emir MTV 1963 - Lusitanien             | Que Ba MTV 1951 Lusitanien        | Laranja MTV                     |
| Père Scapin RBO 1984 - Lusitanien Bai, 1,58 m | Emir MTV 1963 - Lusitanien             | Toleirona MTV Lusitanien          | Arauto I MTV                    |
| Père Scapin RBO 1984 - Lusitanien Bai, 1,58 m | Emir MTV 1963 - Lusitanien             | Toleirona MTV Lusitanien          | Estrela MTV                     |
| Père Scapin RBO 1984 - Lusitanien Bai, 1,58 m | Jardineira ACP 1968 - Lusitanien       | Saltilho APC 1953 Lusitanien      | Fackir APC                      |
| Père Scapin RBO 1984 - Lusitanien Bai, 1,58 m | Jardineira ACP 1968 - Lusitanien       | Saltilho APC 1953 Lusitanien      | Lebre APC                       |
| Père Scapin RBO 1984 - Lusitanien Bai, 1,58 m | Jardineira ACP 1968 - Lusitanien       | Zangada Lusitanien                | Onisco                          |
| Père Scapin RBO 1984 - Lusitanien Bai, 1,58 m | Jardineira ACP 1968 - Lusitanien       | Zangada Lusitanien                | Garota                          |
| Mère Gala des Menauts - Lusitanien            | Algèbre XIX 1978 - Pure race espagnole | Maceo 1965 Pure race espagnole    | Regidor IV                      |
| Mère Gala des Menauts - Lusitanien            | Algèbre XIX 1978 - Pure race espagnole | Maceo 1965 Pure race espagnole    | Macea                           |
| Mère Gala des Menauts - Lusitanien            | Algèbre XIX 1978 - Pure race espagnole | Alegrias 1963 Pure race espagnole | Juglar                          |
| Mère Gala des Menauts - Lusitanien            | Algèbre XIX 1978 - Pure race espagnole | Alegrias 1963 Pure race espagnole | Naranjita IX                    |
| Mère Gala des Menauts - Lusitanien            | Amphore 1988 - Lusitanien              | Quefaz 1974 Lusitanien            | Fusil                           |
| Mère Gala des Menauts - Lusitanien            | Amphore 1988 - Lusitanien              | Quefaz 1974 Lusitanien            | Feijoca                         |
| Mère Gala des Menauts - Lusitanien            | Amphore 1988 - Lusitanien              | Vareira 1972 Lusitanien           | Euclides                        |
| Mère Gala des Menauts - Lusitanien            | Amphore 1988 - Lusitanien              | Vareira 1972 Lusitanien           | Kayak                           |

## Reproduction
Il est le père de chevaux de dressage remarqués, comme Rafale du Coussoul*de la Gesse, et Sultan du Coussoul. Ce dernier est également monté par Alizée Froment, qui le considère comme la relève de Mistral.